# لجنة مراقبة وإدارة الأصول المملوكة للدولة التابعة لمجلس الدولة الصينية
لجنة مراقبة وإدارة الأصول المملوكة للدولة التابعة لمجلس الدولة الصينية ( SASAC ) هي لجنة خاصة لجمهورية الصين الشعبية ، تخضع مباشرة لمجلس الدولة . تأسست في عام 2003 من خلال دمج مختلف الوزارات الأخرى الخاصة بالصناعة. كجزء من الإصلاح الاقتصادي، تم بيع ما يقرب من نصف الشركات المملوكة للدولة في شكل أسهم. [بحاجة لمصدر] اللجنة مسؤولة عن إدارة الشركات المملوكة للدولة المتبقية، بما في ذلك تعيين كبار المديرين التنفيذيين والموافقة على أي عمليات دمج أو مبيعات الأسهم أو الأصول، بالإضافة إلى صياغة القوانين المتعلقة بالمؤسسات المملوكة للدولة.
اعتبارًا من عام 2017 ، كان لدى شركات اللجنة أصولًا مجمعة تبلغ 161 تريليون يوان صيني (2.5 تريليون دولار أمريكي) ، وعائدات تزيد عن 23.4 تريليون يوان صيني (3.5 تريليون دولار أمريكي) ، وقيمة مخزون تقدر بـ 51 تريليون يوان صيني 7.5 تريليون دولار أمريكي) ، مما يجعلها أكبر كيان اقتصادي في العالم.

## المؤسسات التابعة للجنة
- مركز المعلومات
- مركز البحوث التكنولوجية لأعمال اللجان الإشرافية
- مركز تدريب
- مركز البحوث الاقتصادية
- دار الصين للاقتصاد النشر
- أكاديمية رجال الأعمال الصينيين، داليان

## جمعيات صناعية
تشمل الجمعيات الصناعية التابعة:
- الاتحاد الصيني للاقتصاد الصناعي
- اتحاد الشركات الصينية
- الجمعية الصينية للجودة
- جمعية تكنولوجيا التغليف الصينية  نسخة محفوظة 28 أكتوبر 2006 على موقع واي باك مشين.
- رابطة التعاون الدولي الصيني للشركات الصغيرة والمتوسطة
- غرفة التجارة العامة الصينية
- الاتحاد الصيني للوجستيات والمشتريات
- جمعية صناعة الفحم الصينية
- اتحاد صناعة آلات الصين  نسخة محفوظة 5 ديسمبر 1998 على موقع واي باك مشين.
- الرابطة الصينية للحديد والصلب
- الرابطة الصينية للصناعات البترولية والكيميائية  نسخة محفوظة 6 ديسمبر 2008 على موقع واي باك مشين.
- جمعيات الصناعة الخفيفة الوطنية الصينية
- المجلس الوطني الصيني لصناعة النسيج
- جمعية صناعة مواد البناء الصينية
- الرابطة الصينية لصناعة المعادن غير الحديدية  نسخة محفوظة 4 يوليو 2019 على موقع واي باك مشين.

## روابط خارجية
- SASAC (بالإنجليزية)
- تقرير مستشار ADB (بالإنجليزية)
- SASAC: الصين Megashareholder - Boston Consulting Group